# Hong Kong en los Juegos Olímpicos de Pekín 2008
Hong Kong estuvo representado en los Juegos Olímpicos de Pekín 2008 por un total de 34 deportistas, 17 hombres y 17 mujeres, que compitieron en 11 deportes.
El portador de la bandera en la ceremonia de apertura fue el ciclista Wong Kam Po. El equipo olímpico hongkonés no obtuvo ninguna medalla en estos Juegos.